# Каталуфовые
Каталуфовые, или бычеглазовые (лат. Priacanthidae), — семейство лучепёрых рыб отряда окунеобразных. Распространены в тропических и субтропических районах всех океанов. Максимальная длина тела 69 см у Cookeolus japonicus.

## Описание
Тело удлинённое, покрыто грубой циклоидной чешуёй. Чешуя модифицирована, с сильными колючками; есть чешуя на жаберной перепонке. Глаза очень большие, их диаметр составляет ½ длины головы. Позади сетчатки расположен блестящий отражающий слой (лат. tapetum lucidum), который создаёт «свечение глаз» — уникальная особенность представителей данного семейства среди костистых рыб. Рот большой, косой. В спинном плавнике 10 колючих и 11—15 мягких лучей. В анальном плавнике три колючих и 10—16 мягких лучей. Внутренние лучи брюшных плавников соединены мембраной с телом. Хвостовой плавник с небольшой выемкой или закруглённый. Одна из немногих групп подотряда Percoidei, у которых столь небольшое количество позвонков (всего 23). Окраска тела обычно ярко-красная, но встречаются виды с серебристой, коричневатой и даже чёрной окраской тела; некоторые представители семейства обладают способностью быстро изменять окраску тела в зависимости от условий окружающей среды.

## Распространение и образ жизни
Распространены в тропических и субтропических районах всех океанов. Большинство видов представлены в Индо-Тихоокеанской области, четыре вида обнаружены в Атлантическом океане (Cookeolus japonicus, Heteropriacanthus cruentatus, Priacanthus arenatus и Pristigenys alta).
Морские бентопелагические рыбы. Обитают у скалистых и коралловых рифов на глубине от нескольких до 400 м. Все каталуфовые являются хищниками, питаются рыбами, полихетами и ракообразными. Ведут ночной образ жизни.

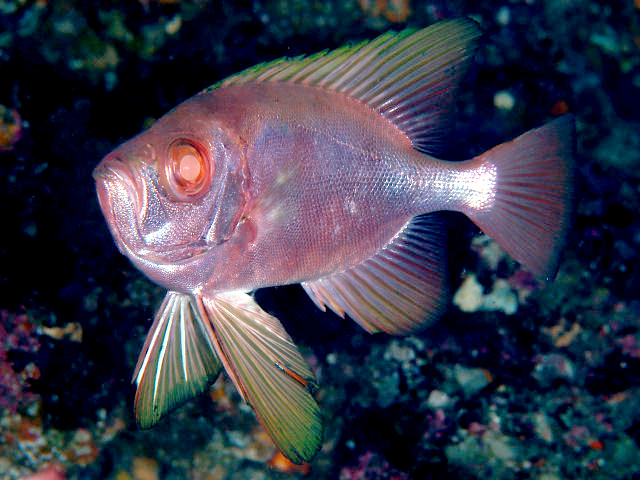
Cookeolus japonicus

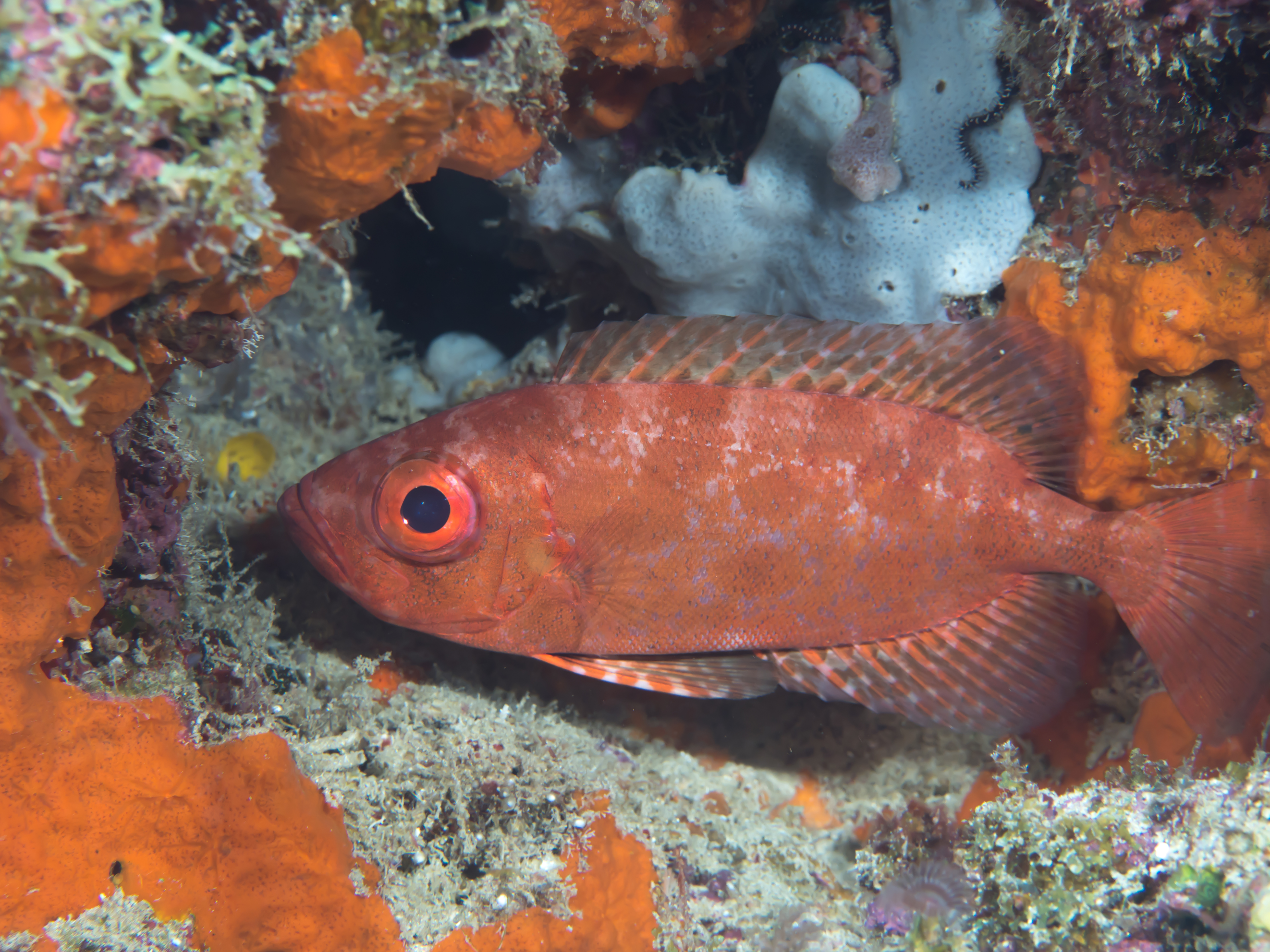
Priacanthus blochii

## Классификация
В состав семейства включают 4 рода с 19 видами:
- Род Cookeolus Fowler, 1928 — Большеглазые каталуфы
  - Cookeolus japonicus (Cuvier, 1829) — Большеглазая каталуфа
- Род Heteropriacanthus Fitch & Crooke, 1984 — Гетероприакантусы
- Род Priacanthus  Oken, 1817 — Бычеглазы, или каталуфы
- Род Pristigenys  Agassiz, 1835 — Крупночешуйные бычеглазы